# Arrondissement Yssingeaux
Arrondissement Yssingeaux (fr. Arrondissement de Yssingeaux) je správní územní jednotka ležící v departementu Haute-Loire a regionu Auvergne ve Francii. Člení se dále na devět kantonů a 44 obce.

## Kantony
- Aurec-sur-Loire
- Bas-en-Basset
- Monistrol-sur-Loire
- Montfaucon-en-Velay
- Retournac
- Saint-Didier-en-Velay
- Sainte-Sigolène
- Tence
- Yssingeaux